# 2021년 남아프리카 공화국 소요사태
2021년 7월 9일에서 17일까지 남아프리카 공화국에서 제이컵 주마 전 남아프리카 공화국 대통령의 체포로 인해 시위와 폭동이 일어났다. 이 사태는 코로나19 범유행으로 인해 격화된 빈부격차와 구조조정에 대한 불만과 함께 점점 커져갔다. 소요사태는 7월 9일 밤, 콰줄루나탈주에서 시작하여 7월 11일 밤, 하우텡주까지 넓어졌다.
주마 대통령은 2009년에서 2018년까지 재임기간 중 부패 의혹 조사를 하던 존도 위원회에서 증언을 거부한 뒤 체포되었다. 이 사태는 콰줄루나탈주와 하우텡주의 대규모 폭력 사태로 변질되기 전 해당 지역에 있던 주마 대통령의 지지자들로 인해 시작되었다. 남아프리카 공화국 헌법재판소는 2021년 7월 12일, 주마 대통령의 선고 취소 신청에 대한 판결을 유보했다. 7월 16일 현재 212명이 소요로 사망하고 2,554명이 체포되었다.